# Michael J. Flynn

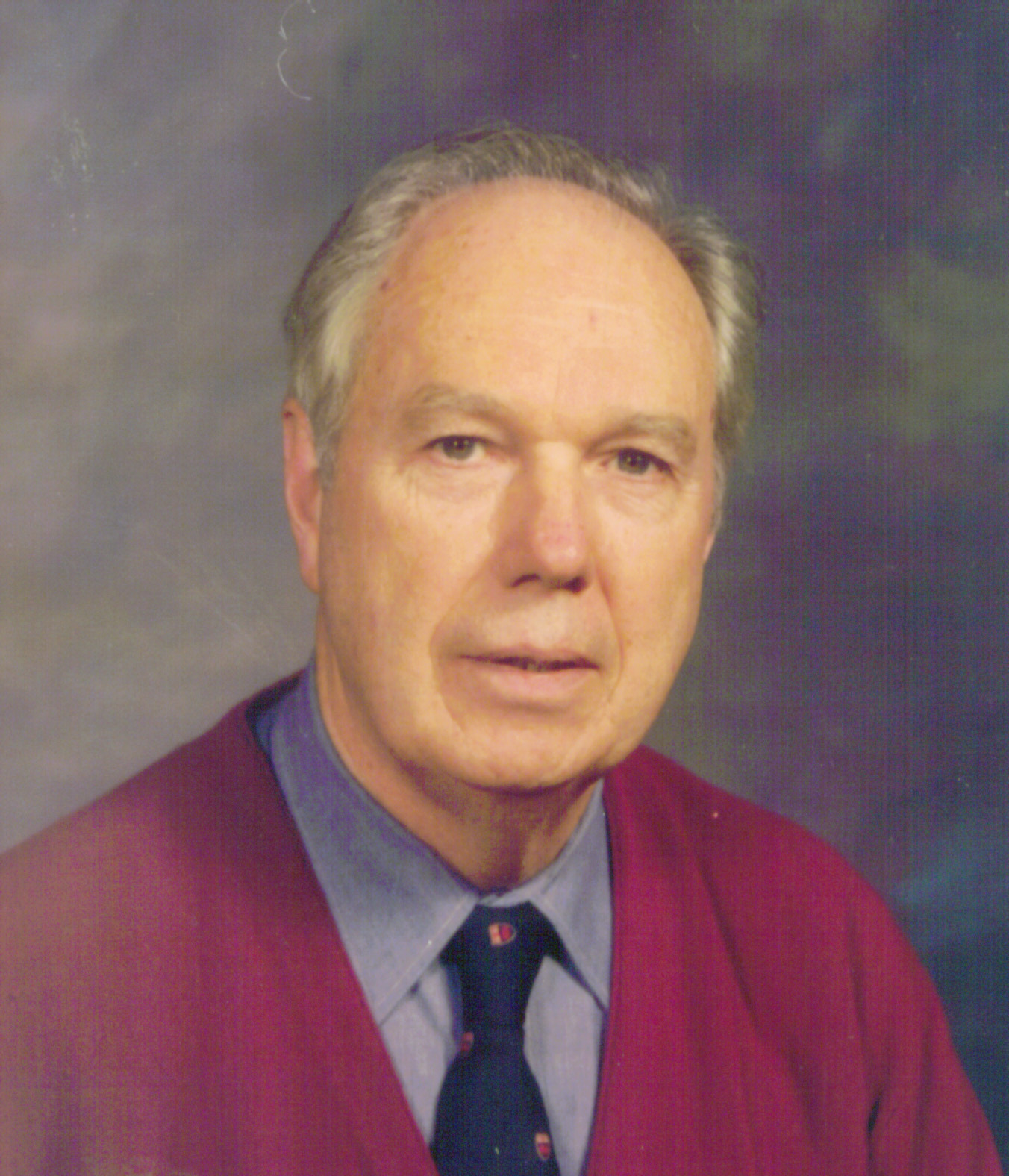
Michael J. Flynn

Michael J. Flynn (* 20. Mai 1934 in New York City) ist ein US-amerikanischer Elektrotechniker. Er ist emeritierter Professor an der Stanford University. Flynn ist Mitbegründer der Palyn Associates mit Max Paley und Vorsitzender von Maxeler Technologies. 1966 veröffentlichte er die flynnsche Klassifikation zur Unterteilung von Rechnerarchitekturen.

## Leben
Flynn erhielt seinen Bachelor-Abschluss in Elektrotechnik 1955 vom Manhattan College, seinen Master-Abschluss in Elektrotechnik 1960 von der Syracuse University und wurde 1961 an der Purdue University in Elektrotechnik promoviert. 1975 bis 1999 war er Professor für Elektrotechnik an der Stanford University und 1976 bis 1983 Direktor des Computer Systems Laboratory in Stanford. 1991 bis 1995 war er Direktor des von der NASA gesponserten Center for Aeronautics and Space Information Science in Stanford.
2015 erhielt Flynn den Computer Pioneer Award. 1995 wurde ihm der IEEE Harry H. Goode Memorial Award für seine Leistungen bei Aufbau und Klassifikation von Computer-Architektur verliehen. 1992 erhielt er den Eckert-Mauchly Award. Er ist Fellow des IEEE (1980), der Association for Computing Machinery (ACM, 1994) und der Institution of Engineers of Ireland.
1998 wurde er Ehrendoktor in Informatik an der University of Dublin (Trinity College).